# Kirche Arnau (Ostpreußen)
Die Kirche Arnau (russisch Кирха Арнау Kircha Arnau) war das Gotteshaus des heute Rodniki (ru. Родники, Marjino) genannten Ortes und eines der bedeutendsten Baudenkmäler Ostpreußens sowie lange Zeit eine Wallfahrtskirche im Ordensland. Die ältesten Teile des noch existierenden Gebäudes stammen aus der ersten Hälfte des 14. Jahrhunderts. Bis 1945 war die Kirche ein evangelisches Gotteshaus.

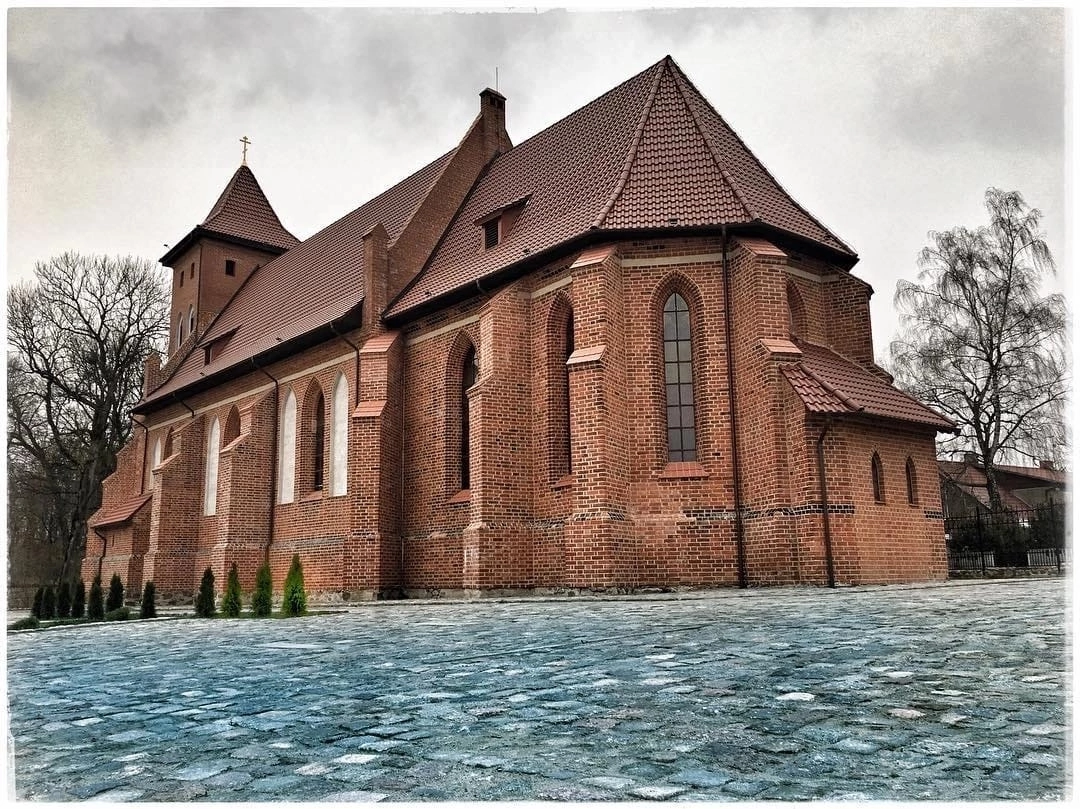
Die Kirche Arnau im Jahre 2022

## Geographische Lage
Das heute russische Rodniki liegt neun Kilometer östlich von Kaliningrad und ist über die neue Trasse der russischen Fernstraße A 229 zu erreichen. Der Ort ist eine Siedlung (possjolok) innerhalb der Nisowskoje selskoje posselenije (Landgemeinde Nisowje (Waldau)) im Rajon Gurjewsk (Kreis Neuhausen) der Oblast Kaliningrad (Gebiet Königsberg (Preußen)).
Das in vorreformatorischer Zeit „St. Katharinenkirche“ genannte Gotteshaus liegt außerhalb des Ortes südlich der Fernstraße auf einer Anhöhe über dem Niederungsgebiet des Pregel (russisch: Pregolja). Von einem 30 Meter zum Urstromtal des Pregels abfallenden Hang geht der Blick weit in südliche Richtung bis zu den Moränenhügeln Natangens südlich von Slawskoje (Kreuzburg). Ein prähistorisches Gräberfeld und eine an der Steilkante gelegene prußische Fliehburg geben Aufschluss über eine sehr frühe Besiedlung des Hochufers des Pregels.

## Kirchengebäude

### Baugeschichte und -beschreibung

#### Bis 1945
Unweit der prußischen Verteidigungsanlage errichtete der Deutsche Orden von 1340 bis 1350 eine Kirche mit dem Patrozinium der heiligen Katharina von Alexandrien. Sie war zugleich eine Wallfahrtskirche. Im Jahre 1349 überschrieb sie der Hochmeister mit 24 Hufen dem neu gegründeten Kloster im Löbenicht. Zu diesem bzw. dem Nachfolger, dem Großen Hospital, gehörte sie bis 1636.
Als Erstes wurde der Chor der Kirche gebaut, anschließend das Langhaus, das mit Kalktünche verputzt und mit Weihekreuzen versehen war. In den 1360er Jahren erfolgte die Ausmalung des Langhauses mit einem Heilsspiegelzyklus (spectaculum humanae salvationis), wohl von einem Meister der Königsberger Malschule. Danach entstand die doppelgeschossige Vorhalle, der Westturm in Backsteinmauerwerk auf Feldsteinsockel wurde errichtet und ebenso wie die Sakristei mit tonnengewölbtem Dach angebaut. Die Wandmalereien wurden im Zuge der Reformation übertüncht.
Im Jahre 1684, die lutherische Lehre hatte bereits seit mehr als 150 Jahren Einzug gehalten, schuf Christian Klodssen die Kanzel und auch der Taufstein entstand damals. Drei Jahre später erhielt der Altar einen von Martinus Bergmann bemalten und vergoldeten Aufsatz. Die Bemalung der Kanzel erfolgte erst 1768 durch J. B. Zedler.
Die Orgel wurde 1732 durch Georg Sigismund Caspari erbaut unter Wiederverwendung und Veränderung eines Gehäuses von Zickermann aus der Zeit um 1600. 1854 erfolgte eine Erweiterung um ein Pedal durch Johann Scherweit.
In den Jahren von 1908 bis 1912 fand eine umfangreiche Restaurierung der Kirche statt, bei der die mittelalterlichen Wandmalereien mit 119 Bildern freigelegt wurden. Die Fresken wurden 1912 von Oscar Bittrich fotografisch dokumentiert. Im Zuge dieser Kirchenrestaurierung wurde von Eduard Wittek ein neues Orgelwerk mit zwei Manualen und 17 klingenden Registern in das alte Gehäuse gesetzt.

#### Seit 1945
Im Zweiten Weltkrieg wurde die Kirche nicht zerstört. Lediglich der Turm wurde durch Beschuss beschädigt. In der Nachkriegszeit allerdings wurden die Kunstschätze des Gotteshauses ein Opfer der Verhältnisse. Sofern sie nicht zerstört wurden, gingen sie verloren. Eine gottesdienstliche Nutzung der Kirche war nicht gegeben. Der Verfall des Gebäudes setzte ein, außerdem nahm es Schaden durch Vandalismus.
Anfang der 1950er Jahre wurde das Kirchengebäude Eigentum einer Kolchose, die es als Getreidespeicher nutzte. Unter Verwendung der Holzbalken des Dachstuhls wurde 1951 eine Zwischendecke eingezogen, um mehr Lagerkapazität zu erzielen: oben war der Trockenboden, unten ein Lager.
In der Folgezeit wurden auch die Wandmalereien überstrichen und stellenweise sogar mit Zementmörtel verputzt. Die Ostwand und die Sakristei wurden durchbrochen und ein Einfahrtstor für Traktoren eingebaut. Das Gewölbe an der Sakristei wurde dabei zerstört.
Im Jahre 1978 wurde der Turm abgetragen und mit den Materialien die freistehenden Stützpfeiler mit der hölzernen Zwischendecke errichtet.
Nach 1994 ging die Arnauer Kirche in den Besitz der Russischen Föderation über. Das Gebäude wurde von einer Baufirma gepachtet, die es als Materiallager nutzte. Der Kolchose wurde das Nutzungsrecht entzogen. Das 1992 in Deutschland gegründete Kuratorium Arnau e. V. wurde offiziell autorisiert, die Restaurierungsarbeiten an der Kirche vorzunehmen. Im gleichen Jahr sollte die Kirche eigentlich abgerissen werden. Das Kuratorium erreichte auch nach langem Kampf, dass die Kirche unter Denkmalschutz gestellt wurde.
Mit der Fertigstellung des Turms konnte 2002 der erste Restaurierungsbauabschnitt abgeschlossen werden. Symbolisches Ende dieser Bauphase war das Aufbringen der Turmspitze. Sie war nach historischer Vorlage in Moskau angefertigt worden. In der Kugel befindet sich ein Dokument mit dem Wortlaut:
Nach Jahrzehnten kultureller Barbarei wurde an diesem Ort in Arnau die Macht des Unheils gebrochen. Russische und deutsche Partner haben gemeinsam daran gearbeitet, die Kirche der Hl. Katharina aus dem XIV. Jahrhundert, bei Kriegsende unversehrt, als Kulturdenkmal der gotischen Backsteinbauweise und Hort einmaliger gotischer Fresken wieder in historisch getreuer Form herzustellen und der Nachwelt zur Obhut zu übergeben. Der Turm mit der Krönung durch das Abbild der Hl. Katharina wurde im Jahre 2001 nach zweijähriger Bauzeit wieder errichtet. Diese Urkunde wird im Jahre 2001, da Wladimir Putin Präsident der Russischen Föderation und Gerhard Schröder Bundeskanzler in Deutschland ist, in der Kugel über dem Turmdach versiegelt. Mögen Krieg und Gewalt das Bauwerk fürderhin verschonen.
Die Kaliningrader Gebietskörperschaft beauftragte das Museum für Geschichte und Kunst in Kaliningrad mit der Verwaltung der Arnauer Kirche. Zwischen ihm und dem Kuratorium Arnau e. V. konnte 2008 ein Vertrag zur gleichberechtigten Planung der Restaurierungsarbeiten und der Ausstellungen geschlossen werden. Die Kirche soll als öffentliches Museum geführt werden. Eine Änderung dieser Absprachen trat ein, als die Gebietskörperschaft im Jahre 2011 unvermittelt der Russisch-orthodoxen Kirche (Diözese Kaliningrad und Baltijsk) die Verfügungsgewalt über das Gebäude übertrug. Sie bestimmt seither das Baugeschehen.

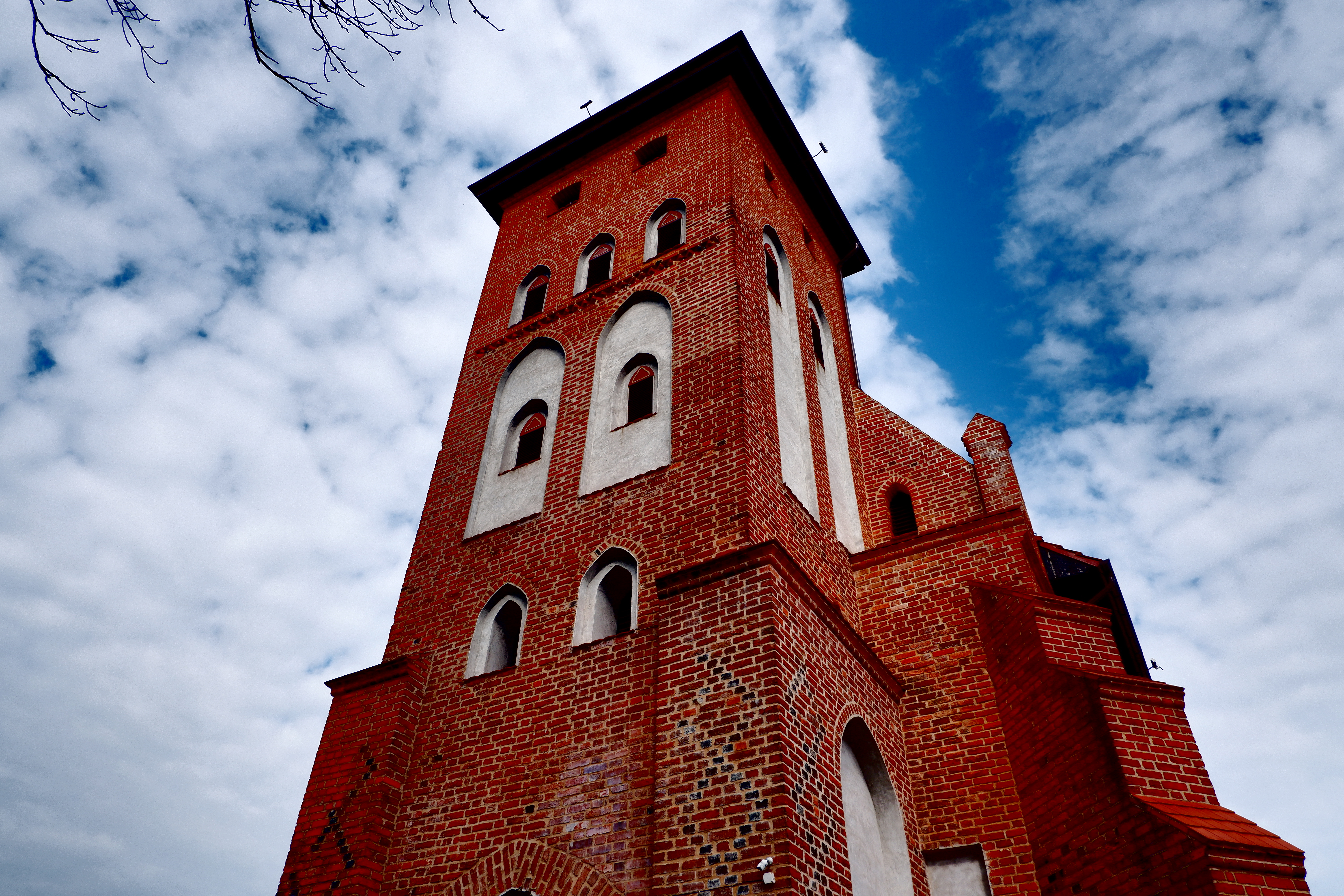

Das Kuratorium Arnau e. V. sieht die Gefahr, dass die Orthodoxe Kirche zwar das Gebäude sichert, aber kein Interesse an der Erhaltung bzw. Wiederherstellung der einmaligen Fresken mit dem Heilspiegelzyklus hat. Die vom Kuratorium begonnene Fixierung der Fresken wird nicht fortgesetzt. Im Kircheninneren wurden sogar Maßnahmen getroffen, die sie weiter in Mitleidenschaft ziehen.
Zwischen 2012 und 2014 wurden von der Orthodoxen Kirche mit großem Zeitdruck Restaurierungsarbeiten ohne Absprache mit den bisherigen Trägern vorangetrieben, die sich bei Untersuchungen 2014 als schwer unsachgemäß erwiesen. Falsche Farben und Putz waren benutzt worden, und durch falsche Beheizung waren die Fresken zu 60 % verloren gegangen. Nach Abschluss der Arbeiten waren von den Fresken nur drei kleinere Stellen erhalten. Die Orthodoxe Kirche hatte sich das Gebäude 2012 in einer Zeremonie angeeignet. Während von russischer Seite zumindest Versuche unternommen worden waren, die Zerstörung zu verhindern, sei von deutscher Seite keinerlei Hilfe erfolgt, so der Förderverein.

## Kirchengemeinde

### Pfarrei
Im Jahr 1320 wurde einer der ersten Pfarrer, Petrus, Pleban von Arnow, in einer Urkunde als Zeuge erwähnt. 1322 wurde in Arnau eine Kirche urkundlich erwähnt. Schon in vorreformatorischer Zeit war Arnau ein zentrales Kirchdorf. Das Gotteshaus hieß in vorreformatorischer Zeit „St. Katharinenkirche“.
Die lutherische Reformation hielt dort früh Einzug, denn bereits 1525 wurden Gottesdienste nach der neuen Lehre gehalten. Die Kirchengemeinde gehörte einst zur Inspektion der Königsberger Oberhofprediger und die Pfarrei war dann bis 1945 in den Kirchenkreis Königsberg-Land II innerhalb der Kirchenprovinz Ostpreußen der Evangelischen Kirche der Altpreußischen Union eingegliedert.
Gegenwärtig besteht dort keine Pfarrei mehr. Der Ort liegt im Einzugsbereich der in den 1990er Jahren neu entstandenen evangelisch-lutherischen Auferstehungskirche in Kaliningrad, der Hauptkirche der Propstei Kaliningrad der Evangelisch-lutherischen Kirche Europäisches Russland (ELKER).

### Kirchspielorte (bis 1945)
Zur Arnauer Kirche gehörte bis 1945 ein weitgedehntes Kirchspiel, dem 29 Orte zugehörten:
| Name         | Russischer Name             |  | Name        | Russischer Name |  | Name            | Russischer Name |
| ------------ | --------------------------- |  | ----------- | --------------- |  | --------------- | --------------- |
| Altsitt      |                             |  | Koggen      | Nagornoje       |  | Preußisch Arnau | Rodniki         |
| Arnau        | Rodniki, früher: Marjino    |  | Legitten    | Pobedino        |  | Siebeneichen    |                 |
| Fuchshöfen   | Slawjanskoje                |  | Linken      | Koschewoje      |  | Spitzings       | Malinniki       |
| Fünflinden   | Prochorowka                 |  | Littersdorf |                 |  | Spohr           |                 |
| Fürstenwalde |                             |  | Mantau      | Jastrebki       |  | Stangau         | Malinowka       |
| Gamsau       | Podgornoje                  |  | Maternhof   |                 |  | Tromitten       |                 |
| Groß Legden  | Dobroje                     |  | Norgehnen   | Strelzowo       |  | Waldau          | Nisowje         |
| Hermannshof  | Matwejewka                  |  | Poduhren    | Orechowka       |  | Wargienen       | Aprelewka       |
| Jungferndorf | Rodniki, früher: Rjabinowka |  | Praddau     | Solnetschnoje   |  | Wolfsdorf       | Krasnoje        |
| Klein Legden | Dobroje                     |  | Praßnicken  | Podolskoje      |  |                 |                 |

### Pfarrer (1525–1945)
Von der Reformation bis zum Ende des Zweiten Weltkrieges amtierten in Arnau 26 evangelische Geistliche:
- NN, 1525–1526
- Bartholomäus Luthermann, 1536–1544
- Caspar Scheibichen, 1545–1549
- Thomas N., bis 1570
- Hieronymus Galliculus, 1565–1580
- N. Krüger, ab 1580
- Gregor Sagittarius, 1587–1592
- Elias Wolf, 1592–1594
- Michael Pancritius, 1594–1645
- Johann J. Schmalvogel, 1646–1668
- Albert Gabius, 1680–1690
- Michael Schiller, 1691–1704
- Daniel Hintz, 1705–1712
- Andreas Ernst Dorn, 1712–1725
- Johann Balthasar Charisius, 1726–1758
- Friedrich Wilhelm Benefeldt, 1758–1786[14]
- Gotthard Friedrich Hippel, 1786–1809[14], Vater von Theodor Gottlieb Hippel (1775–1843), ab 1790 von Hippel (1813 "An Mein Volk")
- Daniel Theodor Freytag, 1809–1821[14]
- Johann Friedrich Plew, 1822–1858[14]
- August Samelowitz, 1858
- J.G. Adolf Mertens, 1859–1874[15]
- Gustav Ludwig Rehbein, 1874–1899
- Albert von Schaewen, 1900–1913[15][16]
- Ernst Richard Glogau, 1913–1936
- Arthur Brodowski, 1936–1945